# Apporto (paranormale)
L'apporto è la presunta comparsa di oggetti inanimati, piante o animali durante una seduta spiritica o comunque in seguito a un fenomeno medianico. Ciò che differenzia un apporto da una materializzazione è il fatto che gli oggetti ottenuti in seguito a un apporto sarebbero già esistenti e, quindi, semplicemente teletrasportati dal medium o da uno spirito, o anche dall'azione sinergica dell'uno e dell'altro. Fenomeni di apporto o di asporti (ossia il fenomeno contrario) si verificherebbero anche in presenza di poltergeist, almeno secondo coloro che sostengono la possibilità di tali fenomeni.
Questi presunti fenomeni si verificano in genere al buio durante le sedute spiritiche e pertanto non esiste prova attendibile a dimostrazione della loro natura paranormale; indagini svolte hanno piuttosto verificato  molto spesso la malafede del presunto medium scoperto mentre prelevava un oggetto tenuto in precedenza nascosto al fine di fingere un apporto.

## Etimologia
Deriva dal francese apporter, portare. 